# Tylophora pilosissima
Tylophora pilosissima är en oleanderväxtart som beskrevs av Reinier Cornelis Bakhuizen van den Brink. Tylophora pilosissima ingår i släktet Tylophora och familjen oleanderväxter. Inga underarter finns listade i Catalogue of Life.